# Naatan Skyttä
Naatan Skyttä, né le 7 mai 2002 à Ylöjärvi, est un footballeur finlandais qui évolue au poste de milieu offensif au FC Kaiserslautern.

## Biographie
Né à Ylöjärvi dans l'ouest de la Finlande, Naatan Skyttä est issu du centre de formation du FC Ilves, à Tampere,,.

### Carrière en club
Le 1er février 2021, Skyttä rejoint le club le Toulouse FC en Ligue 2, signant un contrat de quatre ans et demi avec le club français. Il fait ses débuts avec le TFC le 20 avril suivant, remplaçant Samuel Kasongo lors de la défaite 2-0 en coupe de France contre Rumilly Vallières.
Le 26 août 2022, il est prêté jusqu'au 31 décembre 2022 au club norvégien du Viking FK pour la fin de saison du championnat norvégien, celui-ci se disputant sur l'année civile. Il y retrouve du temps de jeu, prenant part à 10 rencontres de championnat sur 12 possibles, pour 8 titularisations et 1 passe décisive délivrée. 
Les places au milieu de terrain étant déjà pourvues avec Brecht Dejaegere, Stijn Spierings, Branco van den Boomen, Theocharis Tsingaras, Denis Genreau et Fares Chaibi, il est de nouveau prêté sans option d'achat dès le 31 janvier 2023, cette fois au Danemark où il rejoint le Odense BK jusqu'en juin. En mai, il y est victime d'une fracture du tibia.
Le 28 août 2024, il signe un contrat de 2 ans avec le club de Dunkerque. Il s'intègre rapidement à l'effectif dunkerquois, auteur de son premier but pour sa première titularisation le 20 septembre 2024, ouvrant le score face au Pau FC (5e journée, victoire 3-2). Il récidive une semaine plus tard, égalisant sur la pelouse du FC Martigues (7e journée, 1-1). Le 4 octobre, son corner aboutit sur la tête égalisatrice d'Opa Sanganté face à l'ESTAC (8e journée, victoire 2-1). 

### Carrière en sélection
Naatan Skyttä est international finlandais, ayant connu l'équipe des moins de 17 puis des moins de 19 ans, avant d'être sélectionné en espoirs, dès septembre 2020,.

## Palmarès
Avec le Toulouse FC, Naatan Skyttä remporte la Ligue 2 en 2021-22,. Il gagne également la Coupe de France en 2023 et est finaliste du Trophée des champions en 2023.

## Statistiques
| Saison                | Club                  | Championnat           | Championnat | Championnat | Championnat | Coupe(s) nationale(s) | Coupe(s) nationale(s) | Coupe(s) nationale(s) | Supercoupe | Supercoupe | Supercoupe | Compétition(s) continentale(s) | Compétition(s) continentale(s) | Compétition(s) continentale(s) | Compétition(s) continentale(s) | Total | Total | Total |
| Saison                | Club                  | Division              | M.          | B.          | P.d.        | M.                    | B.                    | P.d.                  | M.         | B.         | P.d.       | Comp.                          | M.                             | B.                             | P.d.                           | M.    | B.    | P.d.  |
| 2018                  | FC Ilves              | Veikkausliiga         | 2           | 0           | 0           | -                     | -                     | -                     | -          | -          | -          | -                              | -                              | -                              | -                              | 2     | 0     | 0     |
| 2019                  | FC Ilves              | Veikkausliiga         | 11          | 2           | 1           | 3                     | 0                     | 0                     | -          | -          | -          | -                              | -                              | -                              | -                              | 14    | 2     | 1     |
| 2020                  | FC Ilves              | Veikkausliiga         | 16          | 7           | 2           | 1                     | 0                     | 1                     | -          | -          | -          | C3                             | 1                              | 0                              | 0                              | 18    | 7     | 3     |
| Sous-total            | Sous-total            | Sous-total            | 29          | 9           | 3           | 4                     | 0                     | 1                     | -          | -          | -          | -                              | 1                              | 0                              | 0                              | 34    | 9     | 4     |
| 2020-2021             | Toulouse FC           | Ligue 2               | 0           | 0           | 0           | 1                     | 0                     | 0                     | -          | -          | -          | -                              | -                              | -                              | -                              | 1     | 0     | 0     |
| 2021-2022             | Toulouse FC           | Ligue 2               | 13          | 0           | 0           | 4                     | 0                     | 0                     | -          | -          | -          | -                              | -                              | -                              | -                              | 17    | 0     | 0     |
| 2022-2023             | Toulouse FC           | Ligue 1               | 2           | 0           | 0           | 2                     | 1                     | 0                     | -          | -          | -          | -                              | -                              | -                              | -                              | 4     | 1     | 0     |
| 2023-2024             | Toulouse FC           | Ligue 1               | 8           | 0           | 0           | 2                     | 2                     | 0                     | 1          | 0          | 0          | C3                             | 2                              | 0                              | 0                              | 13    | 2     | 0     |
| 2024-2025             | Toulouse FC           | Ligue 1               | 1           | 0           | 0           | -                     | -                     | -                     | -          | -          | -          | -                              | -                              | -                              | -                              | 1     | 0     | 0     |
| Sous-total            | Sous-total            | Sous-total            | 24          | 0           | 0           | 9                     | 3                     | 0                     | 1          | 0          | 0          | -                              | 2                              | 0                              | 0                              | 36    | 3     | 0     |
| 2022                  | Viking FK (prêt)      | Eliteserien           | 10          | 0           | 1           | 1                     | 0                     | 0                     | -          | -          | -          | -                              | -                              | -                              | -                              | 11    | 0     | 1     |
| 2022-2023             | Odense BK (prêt)      | Superligaen           | 8           | 2           | 2           | -                     | -                     | -                     | -          | -          | -          | -                              | -                              | -                              | -                              | 8     | 2     | 2     |
| Total sur la carrière | Total sur la carrière | Total sur la carrière | 69          | 11          | 6           | 14                    | 3                     | 1                     | 1          | 0          | 0          | -                              | 3                              | 0                              | 0                              | 87    | 14    | 7     |